# Rhodoarrhenia solomonensis
Rhodoarrhenia solomonensis är en svampart som beskrevs av Corner 1991. Rhodoarrhenia solomonensis ingår i släktet Rhodoarrhenia och familjen Bolbitiaceae.   Inga underarter finns listade i Catalogue of Life.